# 28 maj
28 maj är den 148:e dagen på året i den gregorianska kalendern (149:e under skottår). Det återstår 217 dagar av året.

## Återkommande bemärkelsedagar

### Nationaldagar
- Azerbajdzjan (till minne av självständigheten från Ryssland 1918)
- Etiopien Dagen då Derg föll (till minne av att militärjuntan Derg föll denna dag 1991)
- Nepal (till minne av grundandet av republiken 2008)

### Övriga
- Internationella mensdagen

## Namnsdagar

### I den svenska almanackan
- Nuvarande – Ingeborg och Borghild
- Föregående i bokstavsordning
  - Borghild – Namnet infördes 1986 på 19 oktober. 1993 flyttades det till dagens datum och har funnits där sedan dess.
  - Germanus – Namnet fanns, till minne av Germanus av Paris en biskop i Paris på 400-talet, som sedermera blev helgon och har fått Parisstadsdelen Saint Germain uppkallad efter sig, på dagens datum före 1898, då det ersattes av Ingeborg.
  - Germund – Namnet förekom under 1600-talet både på dagens datum och på 31 juli, men utgick sedan. 1901 infördes det på 19 juni och har funnits där sedan dess.
  - Ingeborg – Namnet infördes på dagens datum 1898, för att hedra den danska prinsessan Ingeborg, som gifte sig med den svenske prinsen Carl året före. Namnet har funnits på dagens datum sedan dess.
  - Ingabritt – Namnet infördes på dagens datum 1986, men utgick 1993.
  - Ingbritt – Namnet har gått samma väg som Ingabritt, genom att införas på dagens datum 1986, men utgå 1993.
- Föregående i kronologisk ordning
  - Före 1898 – Germanus och Germund
  - 1898–1900 – Ingeborg
  - 1901–1985 – Ingeborg
  - 1986–1992 – Ingeborg, Ingabritt och Ingbritt
  - 1993–2000 – Ingeborg och Borghild
  - Från 2001 – Ingeborg och Borghild
- Källor
  - Brylla, Eva (red.): Namnlängdsboken, Norstedts ordbok, Stockholm, 2000. ISBN 91-7227-204-X
  - af Klintberg, Bengt: Namnen i almanackan, Norstedts ordbok, Stockholm, 2001. ISBN 91-7227-292-9

### Finlandssvenska almanackan
- Nuvarande från 1929[1] – Alma
- I föregående revideringar[a][2]
  - inga ändringar sedan 1929

## Händelser
- 585 f.Kr. – Medan kung Alyattes II av Lydien bekämpar den mediske kungen Kyaxares i slaget vid Halys inträffar en solförmörkelse (som filosofen Thales från Miletos har förutspått). Den leder till att de stridande avbryter slaget och ingår vapenvila och att slaget även blir känt som Solförmörkelseslaget. Eftersom man astronomiskt än idag kan räkna ut att solförmörkelsen inträffade detta datum blir denna dag ett så kallat kardinaldatum, utifrån vilket man idag kan beräkna tidpunkt för andra händelser vid samma tid (till exempel utifrån uppgifter om att de inträffade ”si och så länge efter solförmörkelsen”).
- 640 – Efter att påvestolen har stått tom i ett och ett halvt år väljs Severinus till påve. Han avlider dock redan två månader senare och efterträds då av Johannes IV.
- 1588 – Under ledning av hertig Alonso av Medina Sidonia avseglar den så kallade spanska armadan från Lissabon. Armadan, som består av 151 fartyg, är den dittills största i världshistorien och syftet är att invadera England och avsätta drottning Elisabet I, för att göra slut på den engelska inblandningen i Spanska Nederländerna och de engelska kaperierna av spanska fartyg på Atlanten.
- 1810 – Under bevistandet av exercis på Kvidinge hed i Skåne drabbas den nyvalde svenske kronprinsen Karl August av slaganfall, faller av sin häst, och avlider. Mycket snart börjar det dock cirkulera rykten om att riksmarskalken Axel von Fersen ska ha förgiftat honom, för att försöka bereda plats åt den avsatte Gustav IV Adolfs son Gustav i den svenska tronföljden. Detta leder till att riksmarskalken blir lynchad till döds under Karl Augusts begravning i Stockholm den 20 juni och att man tvingas inkalla en riksdag i Örebro, för att välja en ny svensk kronprins. I augusti väljs därmed den franske marskalken Jean Bernadotte till ny kronprins.
- 1871 – Pariskommunen, som under ett par månader styrt Paris, blir militärt besegrad.
- 1920 – I Stockholms rådhusrätt avkunnas den sista dödsdomen i svensk kriminalhistoria mot Mohammed Beck Hadjetlaché, ledare för den så kallade Ryssligan som mördat flera människor. Den ändras senare av Svea hovrätt till livstids fängelse (dödsstraffet avskaffas ur strafflagen 1921).
- 1937 – Golden Gate-bron i San Francisco på amerikanska västkusten invigs. Bron, som korsar Golden Gate-sundet, har tagit fyra år att bygga och är med sina 2 150 meter världens längsta hängbro, vilket den förblir till 1964. Än idag är den ett av San Franciscos mest kända landmärken.
- 1945 – Den amerikanske politikern och propagandisten William Joyce blir tillfångatagen av brittiska trupper i Flensburg i Tyskland. Han har under andra världskriget under pseudonymen Lord Haw-Haw sänt propagandaradio till Storbritannien från Tyskland och blir därmed ställd inför rätta för förräderi. Han döms sedermera till döden och avrättas den 3 januari 1946, men domen blir kontroversiell, då den irländsk-amerikanske Joyce förvärvat medborgarskap i Storbritannien på svaga grunder, och då brittisk rätt förutsätter medborgarskap för att döma för förräderi.
- 1961 – Den brittiske juristen Peter Benenson publicerar artikeln ”The Forgotten Prisoners” i nyhetstidningen The Observer, där han tar upp ett fall med två portugisiska studenter, som har blivit fängslade efter att ha skålat för friheten. Artikeln får stor respons från läsare, som börjar granska övergrepp mot de mänskliga rättigheterna på flera håll i världen och leder till att organisationen Amnesty International grundas senare samma år, vilken än idag arbetar för befriandet av politiska fångar.
- 1987 – Västtyske Mathias Rust landar med ett litet Cessnaflygplan på en bro nära Röda torget i Moskva, dit han har flugit samma dag från Helsingfors. Han har lyckats flyga till hjärtat av den sovjetiska supermakten genom att kringgå det eftersatta sovjetiska flygförsvaret, men vad han vill uppnå med flygningen är oklart. När han landar arresteras han av KGB och får sitta ett och ett halvt år i sovjetiskt fängelse. Sovjetledaren Michail Gorbatjov använder händelsen till att rensa ut personer han vill göra sig av med inom försvars- och flygministerierna och ersätta dem med personer som är mer välvilligt inställda till hans reformpolitik med glasnost och perestrojka.
- 1999 – Efter att de tre rånarna Tony Olsson, Andreas Axelsson och Jackie Arklöv har rånat Östgöta Enskilda Bank i Kisa flyr de mot Österbymo. Polisen tar upp jakten och vid Lillsjön i Malexander utbryter skottlossning mellan rånarna och de båda poliserna Olov Borén och Robert Karlström. Så småningom bryts radiokontakten med polisledningen och de båda poliserna hittas senare ihjälskjutna på platsen. Rånarna grips så småningom och ställs samma höst inför rätta vid Linköpings tingsrätt. De döms 2000 till livstids fängelse för rån och mord, både i tingsrätten och hovrätten (Högsta domstolen beviljar inte prövningstillstånd), men domen blir kontroversiell, eftersom man inte kan avgöra vem som har hållit i skjutvapnet.
- 2008 – Det asiatiska bergsriket Nepal blir republik, efter att ha varit monarki i 240 år, sedan landet grundades 1768.[3] Beslutet om statsskicksbytet har fattats redan den 23 december året före, efter folkliga protester mot kung Gyanendra av Nepal redan 2006. I samband med införandet av republiken avskaffas också hinduismen som statsreligion.

## Födda
- 1588 – Pierre Séguier, fransk politiker, Frankrikes kansler 1632–1672
- 1660 – Georg I, kung av Storbritannien och Irland 1714–1727
- 1689 – Maximilian, lantgreve av Hessen-Kassel
- 1738
  - Tristram Dalton, amerikansk politiker, senator för Massachusetts 1789–1791
  - Joseph Guillotin, fransk läkare, som giljotinen har uppkallats efter
- 1759 – William Pitt den yngre, brittisk statsman, Storbritanniens premiärminister 1783–1801 och 1804–1806
- 1789 – Bernhard Severin Ingemann, dansk skald, författare och psalmförfattare
- 1807 – Louis Agassiz, schweizisk-amerikansk naturforskare
- 1818 – P.G.T. Beauregard, amerikansk militär
- 1832 – Anders Sundström, svensk hemmansägare och riksdagsman
- 1837 – Samuel D. McEnery, amerikansk jurist och demokratisk politiker, guvernör i Louisiana 1881–1888 och senator för samma delstat 1897–1910
- 1841 – Josiah Grout, amerikansk republikansk politiker, guvernör i Vermont 1896–1898
- 1853 – Carl Larsson, svensk målare
- 1858 – Carl Richard Nyberg, svensk uppfinnare och industriman
- 1872 – Otto Bahr Halvorsen, norsk jurist och högerpolitiker, Norges statsminister 1920–1921 och 1923
- 1875 – Morris Sheppard, amerikansk demokratisk politiker, senator för Texas 1913–1941
- 1884 – Edvard Beneš, tjeckoslovakisk politiker, Tjeckoslovakiens utrikesminister 1918–1935, premiärminister 1921–1922 och president 1935–1938 och 1945–1948
- 1886 – Olle Strandberg, svensk operasångare och manusförfattare
- 1892 – Sepp Dietrich, tysk SS-Oberstgruppenführer, befälhavare för Hitlers livvakt
- 1906 – Aase Ziegler, dansk skådespelare och sångare
- 1908 – Ian Fleming, brittisk författare, mest känd som skapare av agenten James Bond
- 1910 – Rachel Kempson, brittisk skådespelare
- 1911
  - Randolph Churchill, brittisk konservativ politiker, parlamentsledamot 1940–1945
  - Thora Hird, brittisk skådespelare och komedienne
- 1912 – Patrick White, australiensisk författare, mottagare av Nobelpriset i litteratur 1973
- 1917
  - Sture Henriksson, svensk fackföreningsman och politiker, Sveriges kommunikationsminister 1957
  - Rune Stylander, svensk skådespelare och regiassistent
- 1921 – Arne Palmqvist, svensk teolog och kyrkohistoriker, biskop i Västerås stift
- 1923 – György Ligeti, ungersk tonsättare
- 1925
  - Martha Vickers, amerikansk skådespelare och fotomodell
  - Bülent Ecevit, turkisk politiker, Turkiets premiärminister 1974, 1977, 1978–1979 och 1999–2002
  - Dietrich Fischer-Dieskau, tysk operasångare
- 1926 – Mogens Glistrup, dansk politiker, grundare och ledare för Fremskridtspartiet
- 1929 – Yvonne Lombard, svensk skådespelare
- 1930
  - Frank Drake, amerikansk astronom och SETI-forskare
  - Pat Saiki, amerikansk republikansk politiker, kongressledamot 1987–1991
- 1934
  - Emelie Dionne, kanadensisk femling
  - Yvonne Dionne, kanadensisk femling
  - Cecile Dionne, kanadensisk femling
  - Marie Dionne, kanadensisk femling
  - Anette Dionne, kanadensisk femling
- 1938 – Esko Helle, finländsk politiker, ledare för Demokratiska förbundet för Finlands folk
- 1940 – Tom Petri, amerikansk republikansk politiker, kongressledamot 1979–2015
- 1942 – Stanley B. Prusiner, amerikansk neurolog och biokemist, mottagare av Nobelpriset i fysiologi eller medicin 1997
- 1944
  - Rudy Giuliani, amerikansk republikansk politiker, borgmästare i New York 1994–2001
  - Gladys Knight, amerikansk R&B- och soulsångare samt skådespelare
- 1945
  - Ulf Berggren, svensk regissör, regiassistent och filmdistributör
  - John Fogerty, amerikansk sångare, gitarrist, låtskrivare och musikproducent
  - Ted Åström, svensk skådespelare
- 1947
  - Per Carleson, svensk ljudtekniker, mixare, regissör, manusförfattare, producent, kompositör och filmklippare
  - Lynn Johnston, kanadensisk serieskapare
- 1949 – Steve King, amerikansk republikansk politiker, kongressledamot 2003–2021
- 1955 – Lis Sørensen, dansk sångerska och låtskrivare
- 1956
  - Eva Funck, svensk röstskådespelare, barn-tv-programledare och dockmakare
  - Khaled Meshal, palestinsk politisk ledare, ledare för Hamas
- 1961
  - Elisabeth Ohlson Wallin, svensk fotograf
  - Joakim Pirinen, svensk serietecknare, konstnär och författare, mest känd för seriefiguren Socker-Conny
- 1966 – Preston Haskell IV, amerikansk företagsledare.
- 1968 – Kylie Minogue, australisk sångare
- 1969 – Håkan Hemlin, svensk musiker, sångare i gruppen Nordman
- 1970
  - Sami Sirviö, sverigefinländsk musiker, gitarrist i gruppen Kent
  - Glenn Quinn, irländsk skådespelare
- 1971 – Marco Rubio, amerikansk republikansk politiker, senator för Florida 2011–2025, utrikesminister 2025–
- 1972
  - Michael Boogerd, nederländsk tävlingscyklist
  - Jari Ronkainen, finländsk politiker
- 1974 – Romain Duris, fransk skådespelare
- 1979 – Jesse Bradford, amerikansk skådespelare
- 1980
  - Mark Feehily, irländsk sångare i gruppen Westlife
  - Dave Lepard, svensk sångare och gitarrist, skapare av gruppen Crashdïet
- 1981 – Aaron Schock, amerikansk republikansk politiker, kongressledamot 2009–2015
- 1985
  - Colbie Caillat, amerikansk artist
  - Drew Neemia, nyzeeländsk skådespelare
- 1993 – Sebastian Øberg Nielsen, dansk sångare, gitarrist i gruppen SEB
- 1999 – Cameron Boyce, amerikansk skådespelare

## Avlidna
- 1626 – Thomas Howard, 64, engelsk amiral och politiker
- 1672 – Edward Montagu, 46, engelsk amiral och politiker
- 1747 – Luc de Clapiers de Vauvenargues, 31, fransk moralfilosof
- 1750 – Sakuramachi, 30, kejsare av Japan
- 1787 – Leopold Mozart, 67, tysk kompositör
- 1805 – Luigi Boccherini, 62, italiensk kompositör
- 1810 – Karl August, 41, dansk prins, svensk kronprins
- 1833 – Johann Christian Friedrich Haeffner, 74, tysk kompositör verksam i Sverige
- 1843 – Noah Webster, 84, amerikansk lexikograf
- 1849 – Anne Brontë, 29, brittisk författare
- 1869 – Ernst Wilhelm Hengstenberg, 66, tysk teolog och orientalist
- 1872 – Sofia, 67, bayersk prinsessa och österrikisk ärkehertiginna
- 1878 – John Russell, 85, brittisk statsman, Storbritanniens premiärminister
- 1895 – Walter Q. Gresham, 63, amerikansk politiker, USA:s finansminister och utrikesminister
- 1910 – Beda Stjernschantz, 42, finländsk målare
- 1940 – Fredrik Karl av Hessen, 72, tysk prins, vald men aldrig tillträdd kung av Finland
- 1946 – Claus Schilling, 74, tysk läkare inom tropikmedicin
- 1971 – Audie Murphy, 45, amerikansk krigshjälte och skådespelare
- 1972
  - Edvard VIII, 77, kung av Storbritannien och Irland
  - Anna Hammarén, 83, svensk skådespelare
  - Hjalmar Lundholm, 83, svensk skådespelare
- 1975 – Ezzard Charles, 53,  amerikansk proffsboxare, världsmästare tungvikt
- 1981 – Stefan Wyszyński, 79, polsk kardinal, Polens ärkebiskop
- 1983 – Walter Reisch, 79, österrikisk-amerikansk manusförfattare, regissör och producent
- 1984 – Eric Morecambe, 58, brittisk komiker
- 1998 – Phil Hartman, 49, kanadensisk skådespelare
- 1999 – Henry "Garvis" Carlsson, 81, svensk fotbollsspelare och -tränare, OS-guld 1948
- 2003
  - Ilya Prigogine, 86, belgisk kemist och fysiker, mottagare av Nobelpriset i kemi 1977
  - Martha Scott, 90, amerikansk skådespelare
- 2007
  - Jörg Immendorff, 61, tysk konstnär
  - David Lane, 68, amerikansk nynazistledare
- 2008 – Sven Davidson, 79, svensk tennisspelare
- 2009 – Terence Alexander, 86, brittisk skådespelare
- 2013 – Viktor Kulikov, 91, sovjetisk militär, marskalk av Sovjetunionen
- 2014
  - Maya Angelou, 86, amerikansk författare och medborgarrättsaktivist
  - Malcolm Glazer, 85, amerikansk affärsman och ägare av Manchester United FC
  - Mats "Magic" Gunnarsson, 51, svensk musiker (saxofonist)
- 2018
  - Jens Christian Skou, 99, dansk kemist, mottagare av Nobelpriset i kemi 1997
  - Ola Ullsten, 86, svensk politiker, partiledare för Folkpartiet 1978–1983, statsminister 1978–1979, utrikesminister 1979–1982
- 2025 – George E. Smith, 95, amerikansk fysiker, mottagare av Nobelpriset i fysik 2009